# Dorothy Pilley Richards
Dorothy Pilley Richards (Londres, 16 de septiembre de 1894 - 24 de septiembre de 1986) fue una periodista y montañera británica.

## Trayectoria
Nació en Londres en 1894, y era hija de Annie Young, una librepensadora que había abandonado su educación en los Hermanos de Plymouth, y de un químico industrial, que amasó una pequeña fortuna fabricando alimentos infantiles. Dorothy Pilley asistió a un prestigioso internado femenino al Queenwood Ladies' College, pero no pudo estudiar en Oxford porque su padre se lo prohibió.
Comenzó a escalar en la década de 1910, una época en la que las mujeres alpinistas eran consideradas peligrosamente temerarias y sus logros se ignoraban y no quedaban registrados. Utilizaba el dinero que ganaba como periodista para cubrir los costes de sus expediciones de escalada, ya que su padre se negó a ayudarla.
En 1918, trabajaba como secretaria de la Liga Patriótica Británica de Mujeres y ganaba 200 libras al año escribiendo artículos de prensa para promover la labor de la Liga. Realizó una gira de escalada con su compañera de estudios Bryher en Gales y en esa época se unió al Fell & Rock Climbing Club, ayudando más tarde a fundar el Pinnacle Club en 1921. Tras el fin de la guerra, empezó a trabajar como reportera para el Daily Express y el Sunday Express.
En 1926, se casó con el educador, crítico literario y retórico, Ivor Armstrong Richards, con el escaló en los Alpes, Gran Bretaña y América del Norte. En 1928, realizó la célebre primera ascensión de la arista norte-noroeste de Dent Blanche en los Alpes suizos, con Joseph Georges, Antoine Georges y su marido,
A lo largo de su vida, registró en diarios y notas sus escaladas y las emociones que le generaban, lo que le permitió reunirlas en unas memorias tituladas Climbing Days (Días de escalada), publicadas por primera vez en 1935. Falleció a los 92 años en 1986.

## Reconocimientos
El sobrino nieto de Pilley, Dan Richards, ha escrito una biografía sobre su tía, publicada por Faber and Faber en 2016, también titulada Climbing Days. En 2020, fue una de las 13 mujeres que aparecían en el libro de Sarah Lonsdale, Rebel Women Between the Wars (en españo: Mujeres rebeldes de entreguerras). Su libro Climbing Days fue republicado por Canongate Books en 2024.

## Galería

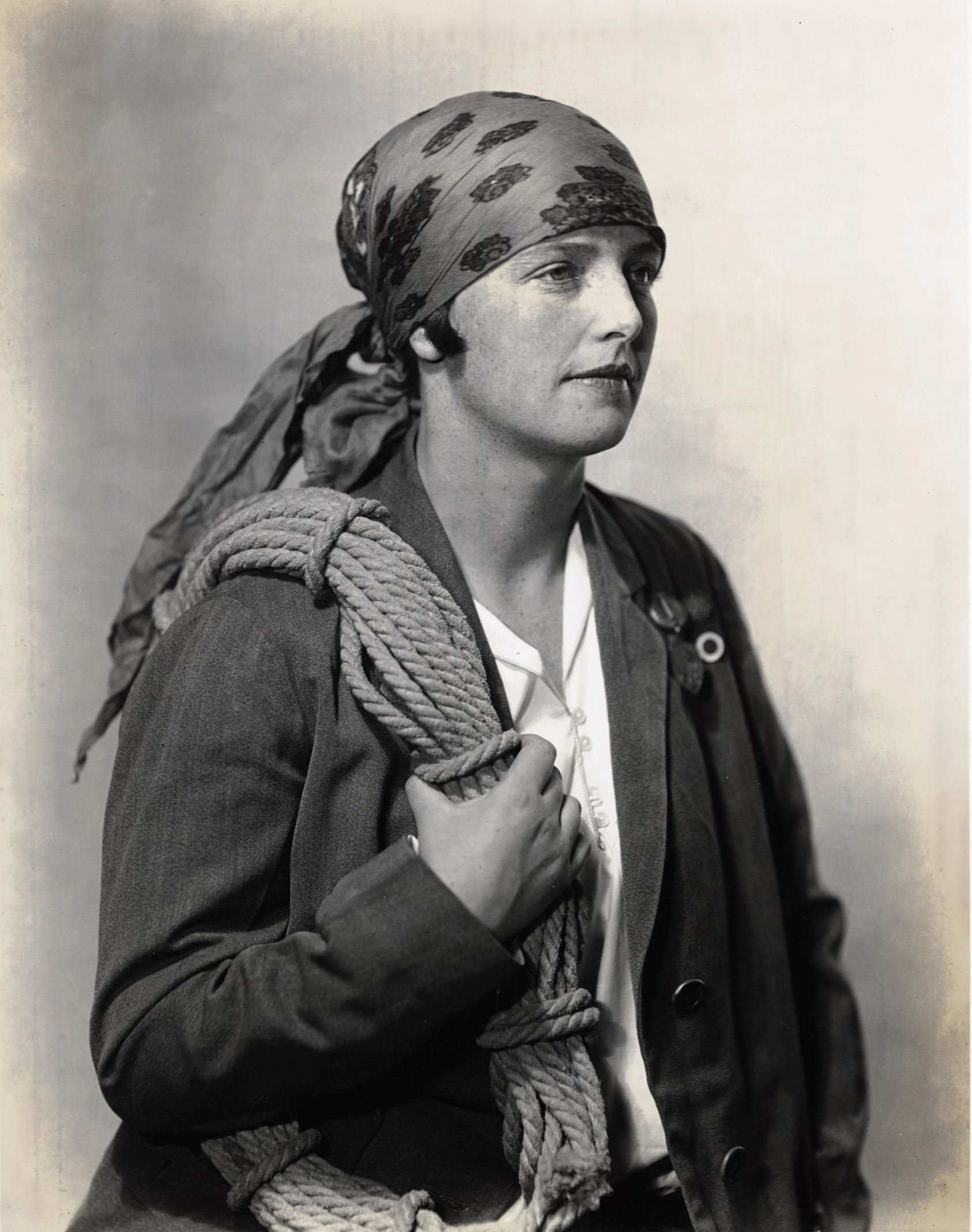
Dorothy Pilley, hacia 1926
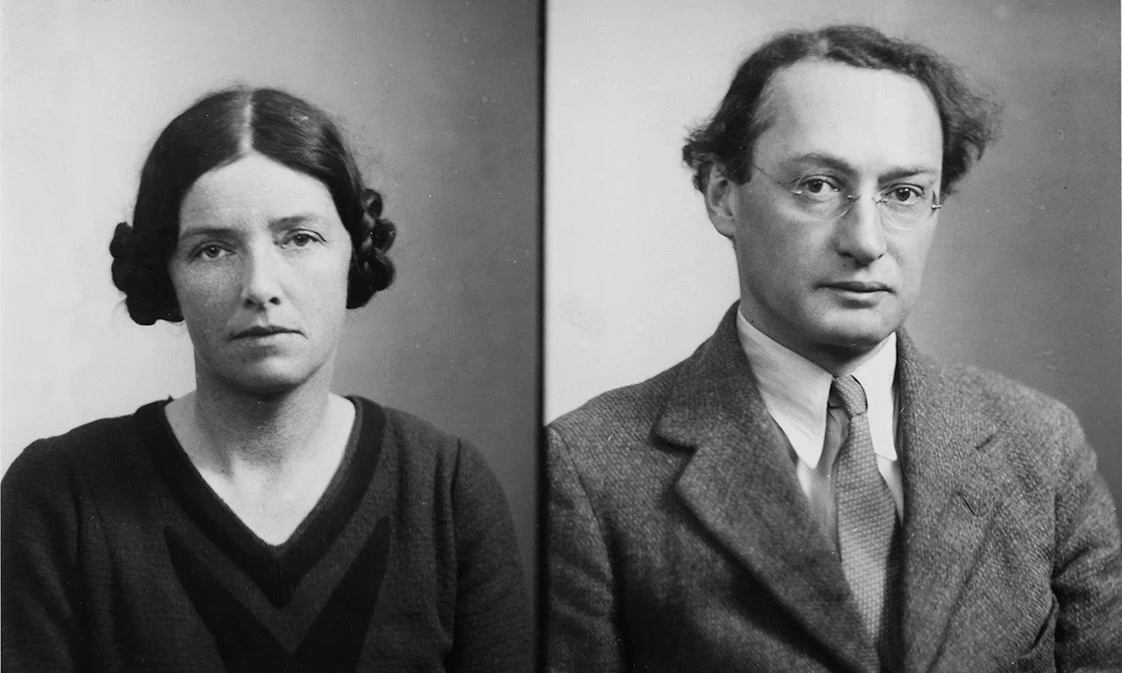
Dorothy Pilley y IA Richards: fotografías de pasaporte, década de 1920
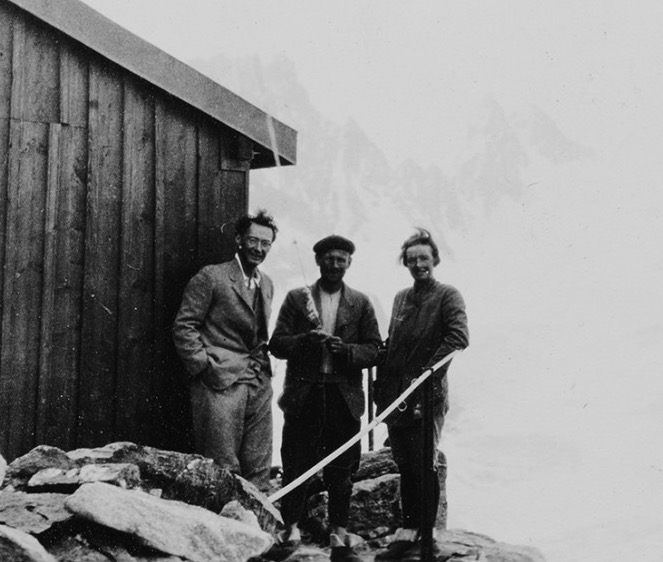
IA Richards, Joseph Georges y Dorothy Pilley - Bertol, Suiza, 1928 (Antoine Georges)
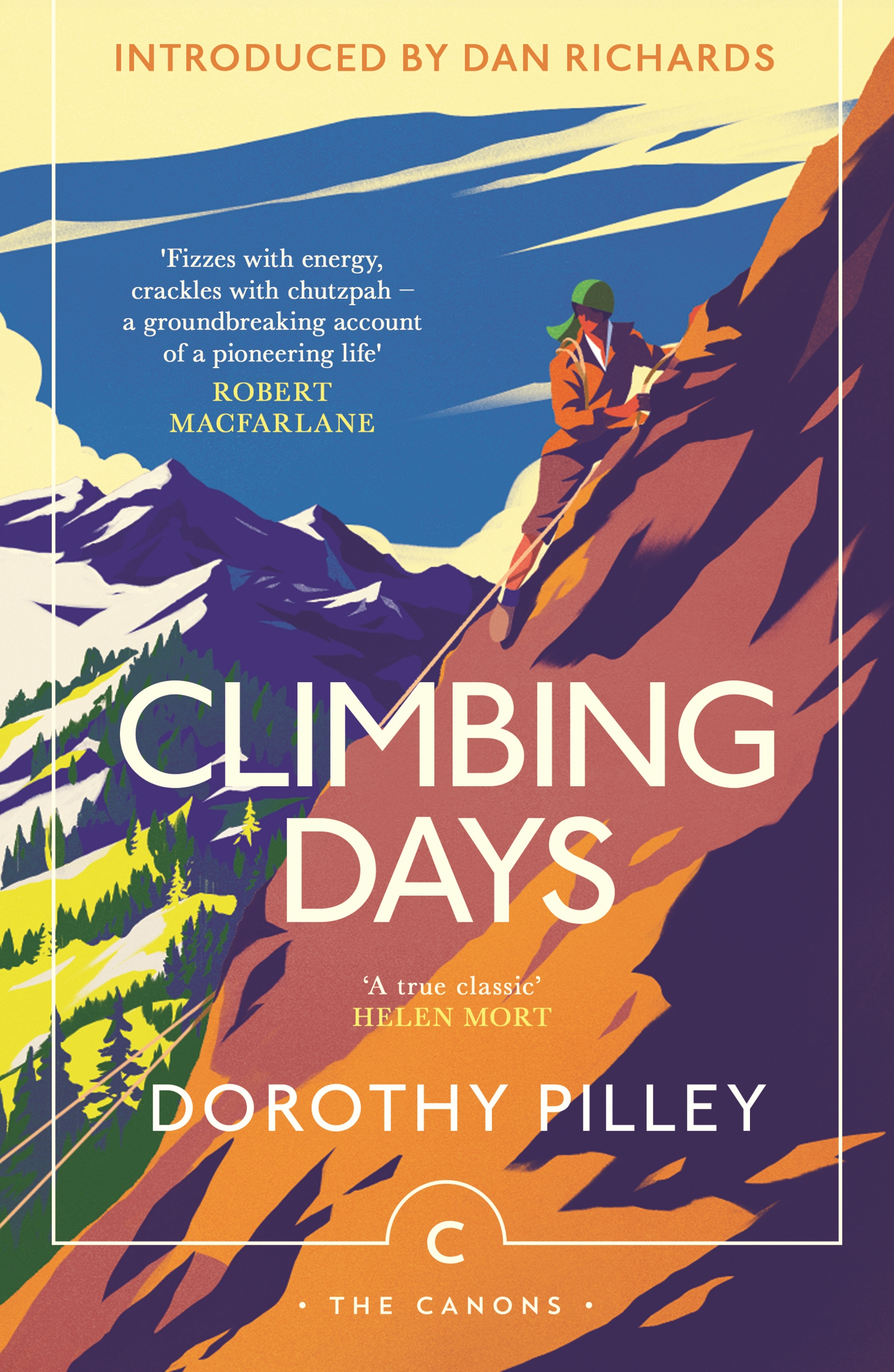
Reedición de Canongate 'Canon' de Climbing Days de Dorothy Pilley, 2024